# Animaccord Animation Studio
Criado em 2008 Animaccord Animation Studio (em russo:Анимационная студия «АНИМАККОРД») é um estúdio de animação russa baseada em Moscou.
Em uma entrevista com a agência de notícias russa TASS, Dimitry Loveiko (diretor administrativo da LLC "Masha and the bear") explica a gênese do estúdio. No final de 2007, ele conheceu Oleg Kuzovkov (Diretor Artístico) que, depois de ter trabalhado como animador nos Estados Unidos, retornou à Rússia com um projeto para uma série de animação para crianças em busca de financiamento. Desta reunião nasceu o estúdio. · 

## Filmografia
- Masha e o Urso (Маша и Медведь) (Desde 2009)
- Contos da Masha (Машины сказк) (Desde 2011)
- Contos Assustadores da Masha (Машкины страшилки) (Desde 2014)